# Niumbaha superba
Niumbaha superba (Hayman, 1939) è un pipistrello della famiglia dei Vespertilionidi, unica specie del genere Niumbaha (Reeder, Helgen, Vodzak, Lunde & Ejotre, 2013), diffuso nell'Africa occidentale e centrale.

## Etimologia
Il termine generico deriva dalla parola Zande Niumbaha, il quale significato è rara o insolita.

## Descrizione

### Dimensioni
Pipistrello di piccole dimensioni, con la lunghezza totale tra 88 e 112 mm, la lunghezza dell'avambraccio tra 45 e 48 mm, la lunghezza della coda tra 39 e 49 mm, la lunghezza del piede di 8,3 mm e la lunghezza delle orecchie di 13 mm.

### Caratteristiche craniche e dentarie
Il cranio è corto e robusto, con un rostro corto e schiacciato che forma una concavità sulla zona frontale. La cresta sagittale è bassa. I canini sono relativamente robusti, gli incisivi interni superiori hanno una sola cuspide mentre quelli inferiori sono trifidi.
Sono caratterizzati dalla seguente formula dentaria:

### Aspetto
La pelliccia è soffice e densa. Il colore generale del corpo è nerastro, con diverse macchie biancastre o bianco-giallastre sul corpo. Sul muso ne sono presenti una sul naso e due sulla fronte vicino ogni occhio. Sul dorso sono presenti delle macchie triangolari su ogni lato della spina dorsale e una striscia più sottile lungo i fianchi. Su ogni spalla inoltre possono essere presenti tre macchie disposte in fila oppure una striscia continua. Sul ventre è presente un anello bianco che si estende dalla gola fino alla regione anale attraverso i fianchi, lasciando la parte centrale del petto e dell'addome nerastri. Il muso è corto, largo e con le narici che si aprono lateralmente sopra uno spesso cuscinetto cilindrico privo di peli. Le orecchie sono lunghe, squadrate e con l'antitrago che si estende attraverso un altro lobo carnoso sul labbro inferiore all'angolo posteriore del muso. Il trago è molto largo, con il margine posteriore curvato e con un piccolo lobo basale. Le membrane alari sono dorsalmente nere e ventralmente ricoperte di venature più chiare. La coda è lunga ed inclusa completamente nell'ampio uropatagio, il quale è dorsalmente nero e ventralmente grigio chiaro. I gomiti, le ginocchia e le anche sono neri.

## Biologia

### Alimentazione
Si nutre di insetti.

## Distribuzione e habitat
Questa specie è diffusa nella Costa d'Avorio occidentale, Ghana meridionale, Repubblica Democratica del Congo nord-orientale e Sudan del Sud sud-occidentale.
Vive nelle foreste tropicali umide di pianura.

## Conservazione
La IUCN Red List, considerato il vasto areale e la popolazione presumibilmente numerosa, classifica N.superba come specie a rischio minimo (Least Concern)).